# North Dorset (circonscription du Parlement britannique)
Circonscription parlementaire de la Chambre des communes
La circonscription de North Dorset  est une circonscription située dans le Dorset et représentée à la Chambre des communes du Parlement britannique.

## Géographie
La circonscription comprend :
- Les villes de Blandford Forum, Shaftesbury, Verwood et Gillingham
- Le village de Horton

## Députés
Les Members of Parliament (MPs) de la circonscription sont :
| Législature  | Années       | Député                | Député                 | Parti        |
| ------------ | ------------ | --------------------- | ---------------------- | ------------ |
| North Dorset |              |                       |                        |              |
| 23e          | 1885–1886    |                       | Edwin Berkeley Portman | Conservateur |
| 24e          | 1886–1887    |                       | Edwin Berkeley Portman | Conservateur |
| 25e          | 1892–1895    |                       | John Wingfield-Digby   | Conservateur |
| 26e          | 1895–1900    |                       | John Wingfield-Digby   | Conservateur |
| 27e          | 1900–1904    |                       | John Wingfield-Digby   | Conservateur |
| 27e          | 1905-1906    |                       | Arthur Walters Wills   | Libéral      |
| 28e          | 1906–1910    |                       | Arthur Walters Wills   | Libéral      |
| 29e          | 1910–1910    |                       | Randolf Baker          | Conservateur |
| 30e          | 1910–1918    |                       | Randolf Baker          | Conservateur |
| 31e          | 1918–1922    | Philip Colfox         |                        | Conservateur |
| 32e          | 1922–1923    |                       | John Emlyn-Jones       | Libéral      |
| 33e          | 1923–1924    |                       | John Emlyn-Jones       | Libéral      |
| 34e          | 1924–1929    |                       | Cecil Hanbury          | Conservateur |
| 35e          | 1929–1931    |                       | Cecil Hanbury          | Conservateur |
| 36e          | 1931–1935    |                       | Cecil Hanbury          | Conservateur |
| 37e          | 1935–1937    |                       | Cecil Hanbury          | Conservateur |
| 37e          | 1937-1945    | Angus Valdemar Hambro |                        | Conservateur |
| 38e          | 1945–1950    |                       | Frank Byers            | Libéral      |
| 39e          | 1950–1951    |                       | Robert Crouch          | Conservateur |
| 40e          | 1951–1955    |                       | Robert Crouch          | Conservateur |
| 41e          | 1955–1957    |                       | Robert Crouch          | Conservateur |
| 41e          | 1957-1959    | Richard Glyn          |                        | Conservateur |
| 42e          | 1959–1964    | Richard Glyn          |                        | Conservateur |
| 43e          | 1964–1966    | Richard Glyn          |                        | Conservateur |
| 44e          | 1966–1970    | Richard Glyn          |                        | Conservateur |
| 45e          | 1970–1974    | David James           |                        | Conservateur |
| 46e          | 1974–1974    | David James           |                        | Conservateur |
| 47e          | 1974–1979    | David James           |                        | Conservateur |
| 48e          | 1979–1983    | Nicholas Baker        |                        | Conservateur |
| 49e          | 1983–1987    | Nicholas Baker        |                        | Conservateur |
| 50e          | 1987–1992    | Nicholas Baker        |                        | Conservateur |
| 51e          | 1992–1997    | Nicholas Baker        |                        | Conservateur |
| 52e          | 1997–2001    | Robert Walter         |                        | Conservateur |
| 53e          | 2001–2005    | Robert Walter         |                        | Conservateur |
| 54e          | 2005–2010    | Robert Walter         |                        | Conservateur |
| 55e          | 2010–2015    | Robert Walter         |                        | Conservateur |
| 56e          | 2015–2017    | Simon Hoare           |                        | Conservateur |
| 57e          | 2017–2019    | Simon Hoare           |                        | Conservateur |
| 58e          | 2019–Présent | Simon Hoare           |                        | Conservateur |